# Альта-Виста (Оттава)

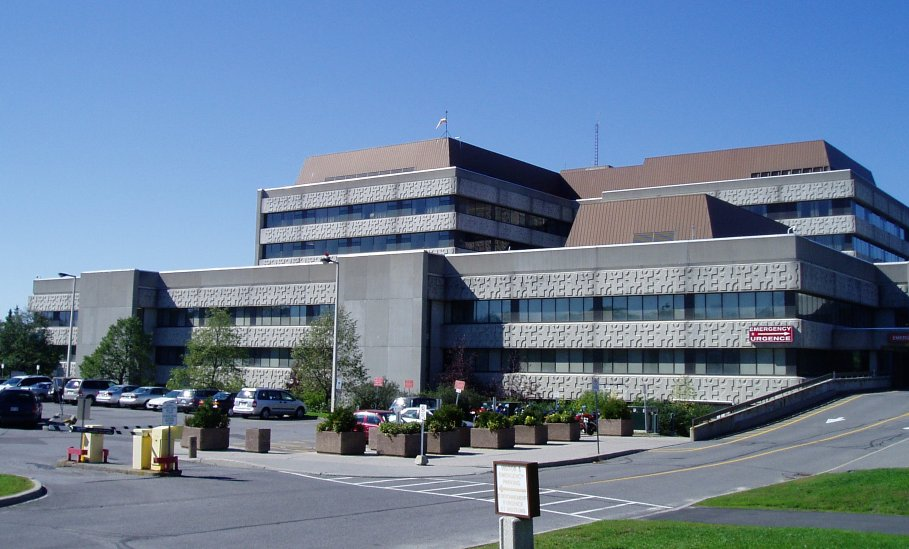
Детская больница Восточной Онтарио

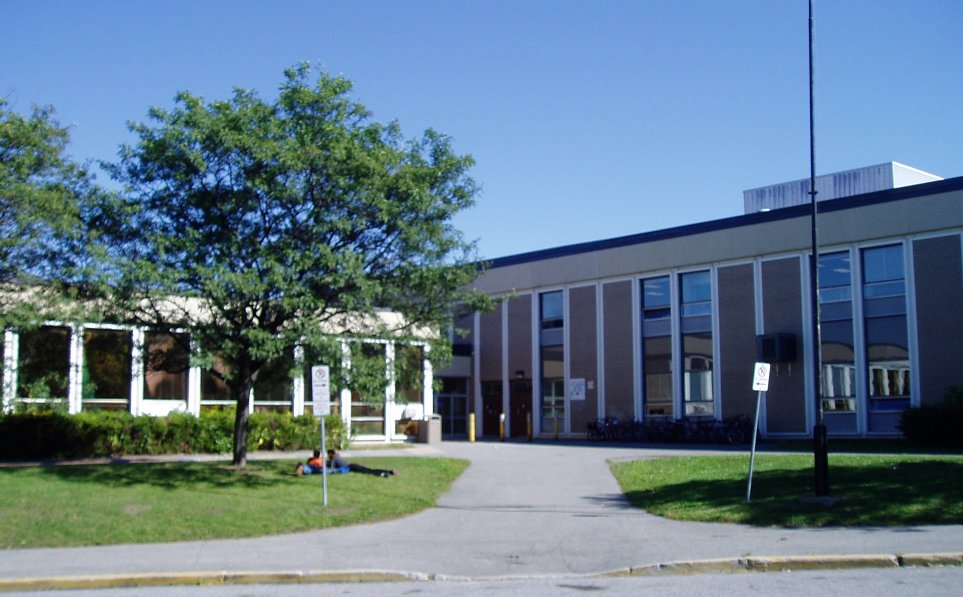
Среди выпускников Старшей школы Кентербери — многие известные деятели искусства и кино.

Альта-Виста, англ. Alta Vista — район г. Оттава, Онтарио, Канада. Название связано с дорогой Альта-Виста-драйв, проходящей через большую часть района (но также и через соседний район Ривервью). Как дорога, так и район названы так за относительную возвышенность; высота над уровнем моря в районе Альта-Висты выше, чем в среднем по городу.
Население Альта-Висты составило в 2006 г. 23456 человек.
Границами района являются:
- Смайт-роуд на севере (отделяет от района Ривервью;
- бульвар Сен-Лоран на востоке;
- Уокли-роуд и Херон-роуд на юге;
- Бэнк-стрит и Риверсайд-драйв на западе.

Тем не менее (в первую очередь в связи с тем, что деление Оттавы на районы является историческим, а не официальным), из Альта-Висты иногда выделяют ряд районов, а также основную территорию Альта-Висты (к югу от Плезант-парк-роуд, к северу от Херон-роуд и к западу от восточного зелёного коридора), вдоль дороги Альта-Виста-драйв. Кроме того, название Альта-Виста также используется для территории соседнего района Ривервью, прилегающей к Альта-Виста-драйв.
Это преимущественно жилой район с хорошо развитой общиной. Здесь находится несколько школ, церквей и общинных центров. Альта-Виста покрыта зеленью, здесь находится несколько парков и озеленённых площадок, многие из которых были образованы в рамках Экологической оценки транспортного коридора Альта-Виста (Alta Vista Transportation Corridor Environmental Assessment).
Через Альта-Висту проходят скоростные маршруты (Transitway) оттавского городского автобуса OC Transpo, включая два терминала: Плезант-парк и Риверсайд. К району примыкают два других терминала: Смайт и Биллингс-Бридж.
На пересечении Смайт-роуд и Риверсайд-драйв находится Риверсайдское отделение Оттавской больницы. Также на территории Альта-Висты находятся два крупных торговых центра: Billings Bridge Plaza на углу Бэнк-стрит и Риверсайд-драйв, и Elmvale Shopping Centre на углу бульвара Сен-Лоран и Смайт-роуд.